# Aïn Yagout
Aïn Yaqout (en arabe : عين ياقوت; en chaoui: Tagut (prononcé Thagouth) - ⵝⴰⴳⵓⵝ ) est une commune algérienne de la wilaya de Batna, située à 35 km au nord-est du chef lieu de la ville de Batna et à 84 km au sud-ouest de la ville de Constantine.

## Géographie

### Situation
Le territoire de la commune d'Aïn Yagout est situé au nord-est de la wilaya de Batna.
| Lazrou | Souk Naamane (Wilaya d'Oum El Bouaghi) | Ouled Zouaï (Wilaya d'Oum El Bouaghi) |
| Lazrou | Aïn Yagout                             | Ouled Zouaï (Wilaya d'Oum El Bouaghi) |
| Djerma | Boumia                                 | Boumia                                |

### Localités de la commune
La commune d'Aïn Yagout est composée de dix localités :
- Thagout
- Dahr Azem
- El Malha
- Tehawit
- Machta Gaid
- Ayath Mloule
- Bir Ammar
- Draa Boultif
- Gabel
- Mechta Chorfa
- Theniet Saïda

## Histoire
La ville d'Aïn Yagout était une bourgade située autour d'une fontaine (source d'eau dont on a tiré le nom) composée essentiellement de la [Qui ?]. Auparavant on l'appelait Douar Sidi Ali.
En 1873, l'armée française décide d'en faire un lieu de cantonnement. Après un exode massif des habitants des villages avoisinants vers ces lieux, les Français ont décidé d'ériger une caserne de gendarmerie près de la fontaine[réf. nécessaire].
Aïn Yagout a le statut de commune le 12 janvier 1957.

## Toponymie
Le nom de la commune ain yagout est un toponyme arabisé formé de deux composants : عين ʿAyn signifiant « source » et le suffixe ياقوت Yāqūt (ou Yagout) signifiant « rubis » ou "jacinthe" mais l'origine de l'appellation est berbère tamazight Thagouth ⵜⴰⴳⵓⵜ signifiant « le brouillard ».

## Démographie

### Évolution démographique
| 1966  | 1977  | 1984  | 1998  | 2008   | 2015   |
| ----- | ----- | ----- | ----- | ------ | ------ |
| 4 358 | 5 220 | 7 000 | 8 988 | 10 856 | 12 549 |

## Économie
Le 21 octobre 2020, , Sonelgaz et General Electric, dans le cadre d'un accord de partenariat à long terme, inaugurent un complexe industriel sur la commune, destiné à la fabrication de matériel de production d'électricité (turbines à gaz, turbines à vapeur, alternateurs et systèmes de contrôle-commande), appelé General Electric Algeria Turbine (GEAT).

## Festivals
- Yennayer ou Yennar (Nouvel an Amazigh).
- Thafsouth (Le début du printemps ).